# Gérard Philipe
Gérard Philipe (születési neve: Philip) (Cannes, 1922. december 4. – Párizs, 1959. november 25.) francia színész, az 1950-es évek legismertebb európai filmszínésze, rövid élete alatt 34 filmben szerepelt.

## Élete és pályafutása
Anyai ágon cseh származású. Apja Marcel Philip, anyja Marie Elisa Vilette. Jogásznak készült, Marc Allégret figyelt fel a jóképű fiatalemberre és hívta a színházba. Nizzában a Caligula című darabban lépett először színpadra, 1942-ben. Az 1943–44-es években a párizsi konzervatóriumban tanult J. Walltól színészmesterséget. Lyonban Cloud Dauphin társulatába került, ahol 1951-ben a Cid főszerepét, majd Lorenzacciót alakította. Már 1943-tól játszott filmekben, 1946-ban az első főszerepe Dosztojevszkij: A félkegyelmű Miskin hercege volt. Országosan ismert 1947-ben A test ördöge által lett.
Kamaszos megjelenése igen népszerűvé tette a női nézők körében, de nem skatulyázták be a hősszerelmes szerepébe, minden alakítása hiteles volt, vígjátékban vagy drámában egyaránt.
A pármai kolostor, a Királylány a feleségem és a Vörös és fekete már egész Európában ismertté tette. 1956-ban filmrendezőként is bemutatkozott, a Till Eulenspiegelt Jean Vilarral közösen rendezte és eljátszotta a főszerepet is.
A kor legismertebb rendezőivel dolgozott együtt. Claude Autant-Lara, René Clair, Yves Allegret, Marcel Carné, Julien Duvivier, Roger Vadim és Luis Buñuel kérték fel filmjeikhez. 

## Magánélete
1951. november 29-én feleségül vette Anne Nicole Navaux-t. Két gyermekük született, Anne-Marie (1954. december 21.) és Olivier (1956. február 9.).
1959-ben betegen is filmezett, orvosai eltitkolták előle a baj igazi okát. Egy héttel 37. születésnapja előtt halt meg májrákban. A Földközi-tenger mellett fekvő szülőfalujában, Ramatuelle-ben temették el.
Franciaországban színházak, iskolák viselik a nevét, és egy filmfesztivál is, Párizsban utcát neveztek el róla.

## Filmográfia

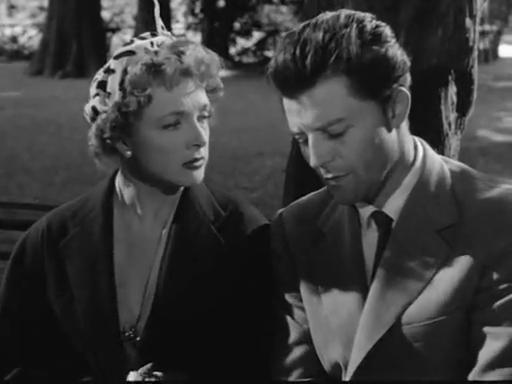
Micheline Presle és Gérard Philipe az Egy nap a parkban című filmben (1953)

- 1943: A kicsik Quai aux Fleurs-ből – Jérôme Hardy
- 1945: Csillag nélküli ország
- 1946: A félkegyelmű – Miskin herceg
- 1946: Schéma d’une identification
- 1946: Ouvert pour cause d’inventaire
- 1947: A test ördöge – François Jaubert
- 1948: A pármai kolostor – Fabrice del Dongo
- 1948: Egy csinos kis fürdőhely – Pierre
- 1949: Az ördög szépsége – fiatal Faust/ fiatal Mephistopheles
- 1949: Tous les chemins mènent à Rome – Gabriel Pégase
- 1950: Elveszett emlékek – Gérard de Narçay
- 1950: Körbe-körbe - zűlött gróf
- 1950: Les fêtes galantes – narrátor
- 1951: Juliette, vagy az álmok kulcsa – Michel Grandier
- 1951: Saint-Louis, ange de la paix – narrátor
- 1952: Királylány a feleségem – Tulipános Fanfan
- 1952: A hét főbűn
- 1952: Az éjszaka szépei – Claude
- 1953: Vágyakozás – Georges, iszákos orvos
- 1953: Egy nap a parkban
- 1954: A kalandor – Mr. Ripois, – André Ripois
- 1954: Vörös és fekete – Julien Sorel
- 1954: A versailles-i kastély – D’Artagnan
- 1955: A nagy hadgyakorlat – Armant
- 1955: A legjobbik rész
- 1955: Ha Párizs mesélni tudna… – Le Trouvère
- 1956: Till Eulenspiegel – Till
- 1957: Tisztes úriház – Octave Mouret
- 1958: Montparnasse 19. – Amedeo Modigliani
- 1958: A játékos – Alekszej Ivanovics
- 1958: Az élet kettesben – Désiré
- 1959: Veszedelmes viszonyok – Vicomte de Valmont[11]
- 1959: El Paóban nő a láz – Ramón Vázquez [* 1]